# Derek McKendry

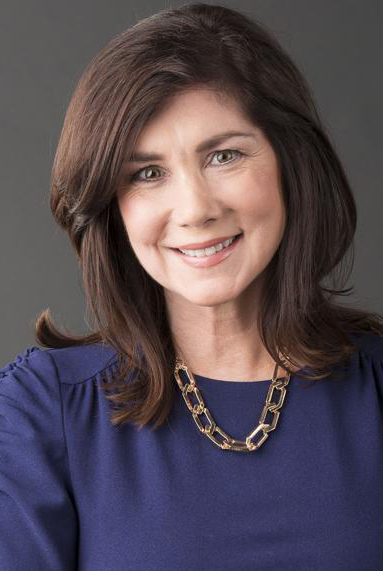
Partnerka fotografa Janet McIntyre

Derek McKendry (1941–1999) byl novozélandský fotograf a televizní kameraman. Je známý tím, že strávil 8 let dokumentováním vietnamské války. V roce 1979 byl v africké Zambii téměř zabit poté, co byl obviněn ze špionáže. V roce 1999 měl Derek vztah s novozélandskou novinářkou Janet McIntyre.